# MV Sea Empress
Le MV Sea Empress est un navire pétrolier à simple coque, entré en service en 1993, qui fit naufrage le 15 février 1996 près de Milford Haven, au pays de Galles, provoquant une marée noire dont les effets écologiques et économiques se firent sentir pendant plus d'une année.

## Naufrage
Le soir du 15 février 1996, le Sea Empress entra dans l'estuaire du Cleddau afin de livrer sa cargaison à une raffinerie appartenant à Texaco. En lutte contre la marée descendante, il fut dévié de sa route par le courant et heurta les rochers à 20 h 7 UTC. Une voie d'eau se déclara rapidement sur tribord et du fioul se déversa dans la baie.

## Marée noire

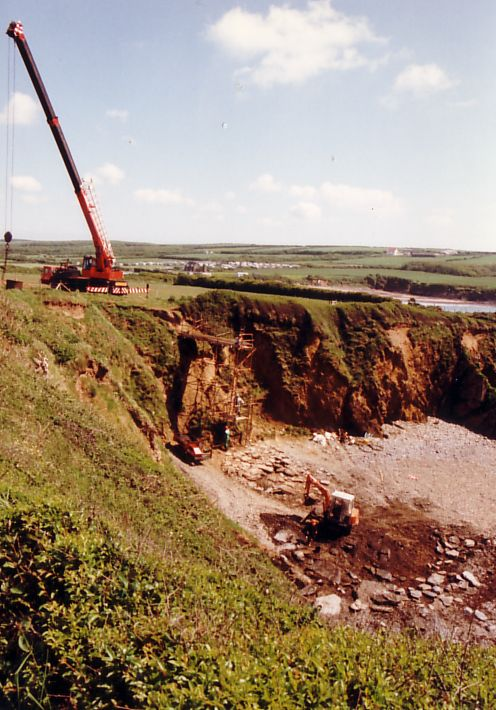
Nettoyage dans des endroits difficiles encore en cours en mai 1996 a Angle (pays de Galles).

Au cours des jours suivant le naufrage, 73 000 tonnes de fioul lourd, sur les 130 000 tonnes transportées, atteignirent les côtes environnantes, causant des dommages considérables au littoral sur 200 km, dont une partie forme le parc national côtier du Pembrokeshire. 
Parmi les oiseaux, l'espèce la plus touchée fut la macreuse noire, dont 5 000 individus, soit un tiers de la population locale, moururent. La Société royale pour la protection des oiseaux installa un centre de secours provisoire à Milford Haven mais l'espérance de vie d'un oiseau secouru ne dépassait guère sept à neuf jours.
Les opérations de nettoyage durèrent cinq ans et le dommage total s'éleva à soixante millions de livres sterling environ.

## Renflouage et fin de carrière
Le Sea Empress fut renfloué et rebaptisé MV Sea Spirit, puis MV Front Spirit et ensuite MV Ocean Opal, nom sous lequel il fut vendu en 2004 à des acheteurs chinois pour servir d'unité flottante de production, de stockage et de déchargement. En 2009/2010, il a été converti à Shanghai en transporteur en vrac et passe sous pavillon panaméen au Panama sous le nom de Welwind. En 2012, il a été renommé pour la cinquième fois et est devenu Wind 3. Il est démantelé la mème année à Chittagong au Bangladesh.